# قلعه رمن (مقاطعة غيلانغرب)
قلعه‌رمن (بالفارسية: قلعه‌رمن) هي قرية تقع في كرمانشاه في إيران. يقدر عدد سكانها بـ 315 نسمة بحسب إحصاء 2016.